# Handelsakademie und Handelsschule Ybbs an der Donau
Die Handelsakademie und Handelsschule Ybbs an der Donau ist eine private Handelsakademie und Handelsschule mit Öffentlichkeitsrecht in der Stadtgemeinde Ybbs an der Donau in Niederösterreich. Die Stadtgemeinde ist gleichzeitig der Schulträger des privaten Schulzentrums, zu welchem auch die Höhere Technische Lehranstalt für Informationstechnologie Ybbs an der Donau gehört. Das Gebäude des ehemaligen Bürgerspitals steht unter Denkmalschutz.

## Gebäude
1305 wurde das von Adelheid Gottschalk gegründete Spital dem Zisterzienserinnenkloster geschenkt. 1860 wurde ein zweigeschoßiger Neubau eines ehemaligen Bürgerspitals mit seichten seitlichen Giebelrisaliten und einer schlichten Gliederung der Fassade errichtet. 1973 erfolgte ein Zubau mit Architekt Leo Kammel junior.

## Geschichte
Unter dem Fonds der Wiener Kaufmannschaft als Schulerhalter wurde am 1. Jänner 1969 eine Handelsschule gegründet, zwei Jahre später kam die Handelsakademie hinzu. Von 1980 an erfolgten verschiedene Proteste wegen akuten Platzmangels in der Schule, die im Dezember 1993 mit der Einigung zu einem Um- und Neubaus endeten. Am 4. September 1996 wurde das nun vergrößerte Schulgebäude wieder eröffnet.
Seit 1. September 1992 übt die Stadtgemeinde Ybbs die Funktion als Schulerhalter der HAK und HAS aus.

## Ausbildung und Fachrichtungen

### Handelsakademie
Die klassische Handelsakademie ist eine fünfjährige kaufmännische Ausbildung und wird mit der Reife- und Diplomprüfung abgeschlossen. Ab dem 3. Jahrgang findet eine Spezialisierung in den Bereichen „Entrepreneurship und Management“ oder „Controlling, Wirtschaftspraxis und Steuern mit SAP“ statt.

### Handelsakademie Digital Business
Die Handelsakademie Digital Business ist eine kaufmännische Ausbildung mit den Schwerpunkten Mediendesign, Programmieren und Netzwerkmanagement. Nach dem erfolgreichen Abschluss der Reife- und Diplomprüfung und einer einschlägigen Berufspraxis besteht die Möglichkeit, den Ingenieurstitel zu führen.

### Handelsschule
Die Handelsschule ist eine kaufmännische Ausbildung mit großem Praxisbezug, dauert drei Jahre und wird mit der Abschlussprüfung abgeschlossen.

## Schulleitung
- 1969–1992 Martin-Helmut Neu[1]
- 1992–2009 Gerhard Reikerstorfer
- 2010–2020 Rainer Graf
- 2020–2022 Christoph Maurer[8]
- seit 2022 Gerlinde Weinstabl[9]